# 까치속
까치속은 까마귀과의 하위부류로 일곱 종을 포함한다. 까치속의 새들은 긴 꼬리를 가지고 있으며, 두드러진 흑백의 무늬를 갖고 있다. 유라시아에는 다섯 종이 살고 있으며, 그중에서 유라시아까치는 아시아와 유럽에 걸쳐 넓게 분포하며, 두 종은 북아메리카에 분포한다.
까치속에 속하는 종은 다음과 같다.
- 유라시아까치 (Pica pica)
- 마그레브까치 (Pica mauritanica) – Malherbe, 1845
- 아시르까치 (Pica asirensis) – Bates, 1936
- 까치 (Pica serica) – Gould, 1845: 한국까치나 동양까치라고도 한다.
- 검은엉덩이까치 (Pica bottanensis) – Delessert, 1840
- 노란부리까치 (Pica nuttalli)
- 검은부리까치 (Pica hudsonia)